# Tomasz Motyl (reżyser)
Tomasz Motyl (ur. 9 kwietnia 1971 w Gdańsku) – polski reżyser i realizator telewizyjny, autor scenariuszy, reżyser eventów, montażysta. Studiował realizację telewizyjną w Państwowej Wyższej Szkole filmowej, Telewizyjnej i Teatralnej im. L.Schillera w Łodzi. W latach 1992–2022 był związany z TVP w Gdańsku i Warszawie. 
Twórca i współtwórca widowisk telewizyjnych, koncertów, festiwali, eventów komercyjnych i relacji z imprez sportowych. Dotychczas przeprowadził ponad tysiąc realizacji, wliczając w to popularnie programy telewizyjne jak Koło Fortuny, The Voice of Poland, Mam Talent (2024,2025), MasterChef (2024,2025), Konkurs Piosenki Eurowizji Junior 2022 - Erywań (2022), Konkurs Piosenki Eurowizji Junior 2020 - Warszawa (2020)Konkurs Piosenki Eurowizji Junior 2019 - Gliwice (2019), Eurowizja Dla Młodych Tancerzy (2013), Festiwal w Opolu, Sylwester z Dwójką, Czar Par. Realizował koncerty artystów takich jak Hey, Łąki Łan, Organek, O.S.T.R., Julia Marcel i Bokka. Współpracował z Anną Marią Jopek podczas koncertu Farat, który został wydały na DVD. Reżyserował widowiska: „Powstanie Wielkopolskie” (2021), „7 x Westerplatte” (2021), „Anioły Grudnia” (2020), „Made in Polska”.

## Filmografia

### Widowiska telewizyjne i koncerty - reżyseria
- Fryderyki 2025
- Konkurs Piosenki Eurowizji Junior 2022 - Erywań (2022)[4]
- 7 x Westerplatte (2021)
- Stacja Nowakowski (2021)[9]
- Anioły Grudnia (2020)
- Dorosłe Dzieci (2020)
- Konkurs Piosenki Eurowizji Junior 2020 - Warszawa (2020)[5]
- Konkurs Piosenki Eurowizji Junior 2019 - Gliwice (2019)[6]
- 100# Wolność (2018)[10]
- Ceremonia otwarcia World Games 2017 (2017)
- Ceremonia otwarcia Mistrzostw Europy w Piłce Ręcznej Mężczyzn 2016 (2016)
- Andrzej Korzyński - muzyka filmowa (2015)[11]
- PWA World Tour Warszawa (2014)
- Konkurs Eurowizji dla Młodych Tancerzy 2013 - Gdańsk (2013)

### Programy rozrywkowe i teleturnieje - reżyseria
- Master Chef - edycja 14 (2025)
- Master Chef Nastolatki edycja 2 (2024/2025)
- Mam talent! – edycja 16 odc. 1-12 (2024/25)
- Master Chef - edycja 13 (2024)
- Mam talent! – edycja 15 odc. 1-7 (2023/24)
- Koło Fortuny – edycja 3 (2023)
- Giganci historii (2020-2023)
- Giganci nauki (2022)
- Czar par (2019)

### Spektakle teatralne - realizacja telewizyjna
- Piękna Zośka (2024)
- Dziady. Śladami Adama Mickiewicza (2023)[12]
- Piloci (2019)[13]
- Blizny Pamięci – Rzecz o Janie Karskim (2019)[14]
- Idąc Rakiem (2012)[15]

### Widowiska telewizyjne - realizacja telewizyjna
- The Voice Kids – edycja 1-7 (2018-2024)
- The Voice Senior – edycja 1-5 (2019-2024)
- To był rok! – edycja 1-3 (2019-2021)
- Kocham cię, Polsko – edycje 1-11 (2009-2018)
- Bitwa na głosy – edycja 1-3 (2011-2012)
- Gilotyna – edycja 1-3 (2009-2010)
- Gwiazdy tańczą na lodzie – edycja 1-3 (2007-2008)
- Łowcy Przygód (2007)
- Załóż się (2005)